# Russen in Kasachstan

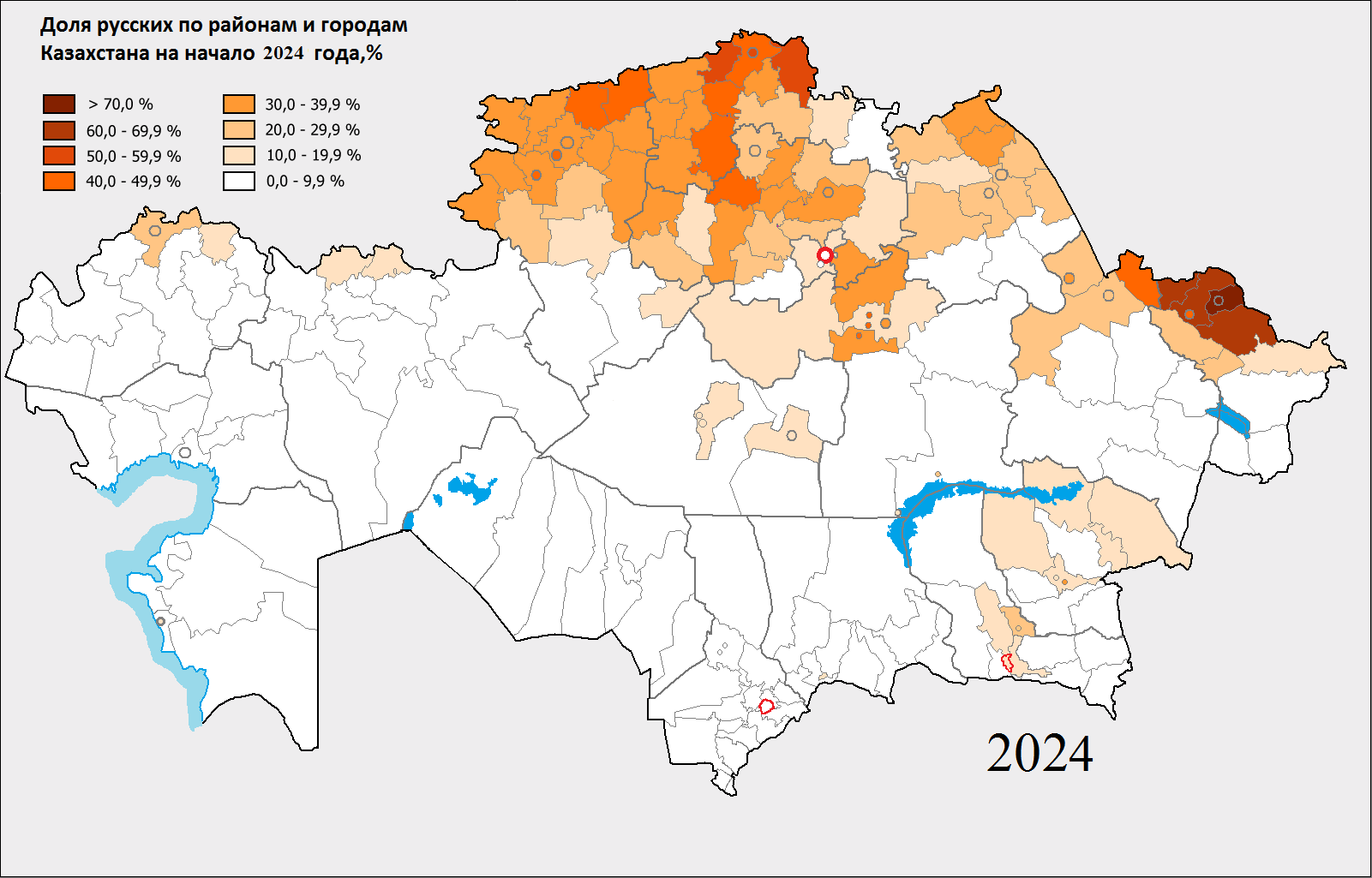
Anteil der ethnischen Russen in Kasachstan (2024)

Die Präsenz von Russen in Kasachstan lässt sich mehrere Jahrhunderte zurückverfolgen. Nachdem das Kasachen-Khanat im 19. Jahrhundert von dem Russischen Zarenreich zerschlagen und annektiert wurde, siedelten sich zahlreiche ethnische Russen in Kasachstan an und die Russen gründeten Städte wie Almaty oder Astana. Durch Kriege, politische Repression und Hungersnöte ging die kasachische Bevölkerung im späten 19. und frühen 20. Jahrhundert deutlich zurück und die Kasachen wurden dadurch zu einer Minderheit im eigenen Land. Mit dem Ende der Sowjetunion änderte sich die Situation und das Kasachische wurde zur alleinigen Amtssprache gemacht und die Kasachen zum staatstragenden Volk des unabhängigen Kasachstans. Nach 1990 haben sich viele der Russen im Land deshalb zur Auswanderung nach Russland entschieden, was auch von russischen Regierungen gefördert wurde. Zwischen 1989 und 2024 ging der Anteil der Russen an der Gesamtbevölkerung deshalb von 37 % auf nur noch knapp 15 % zurück. Mit knapp 3 Millionen Russen, welche vor allem im Norden Kasachstans und den großen Städten leben, stellen diese aber weiterhin die größte ethnische Minderheit des Landes.

## Geschichte der Russen in Kasachstan

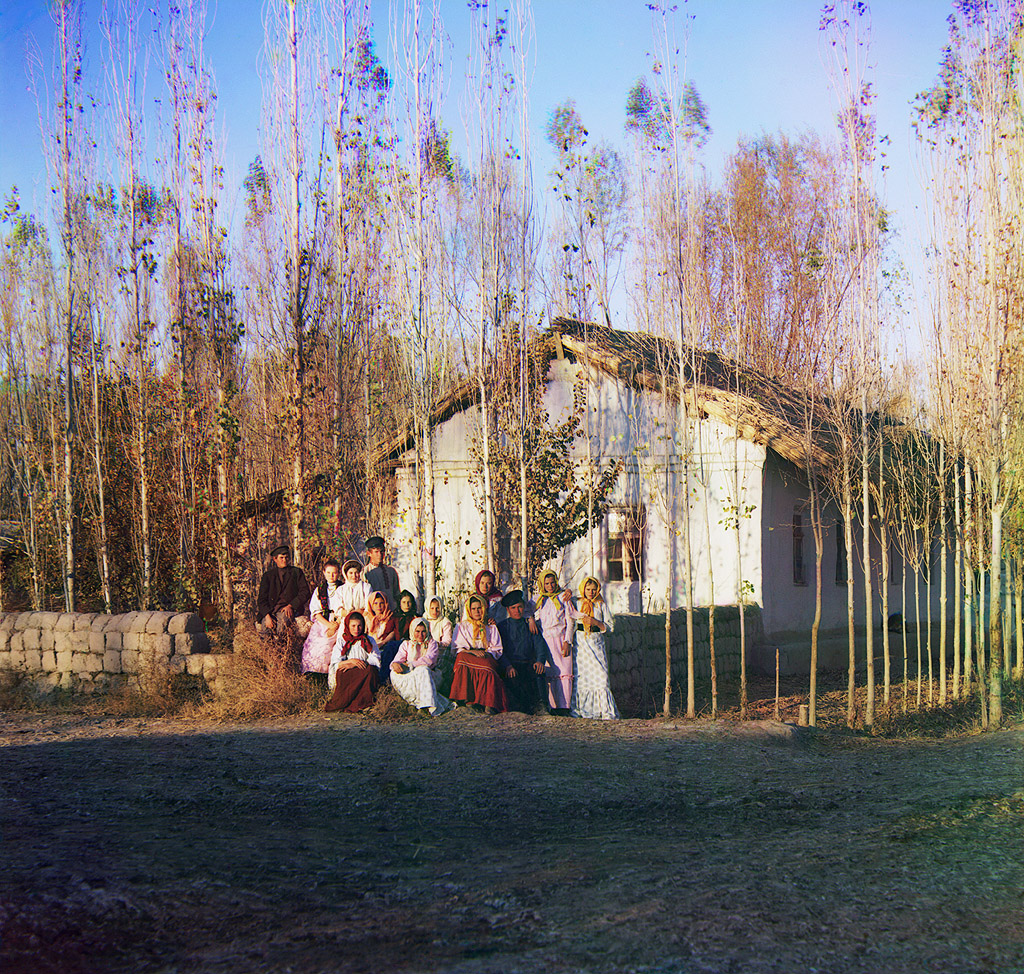
Russische Bauernfamilie in Kasachstan (1911)

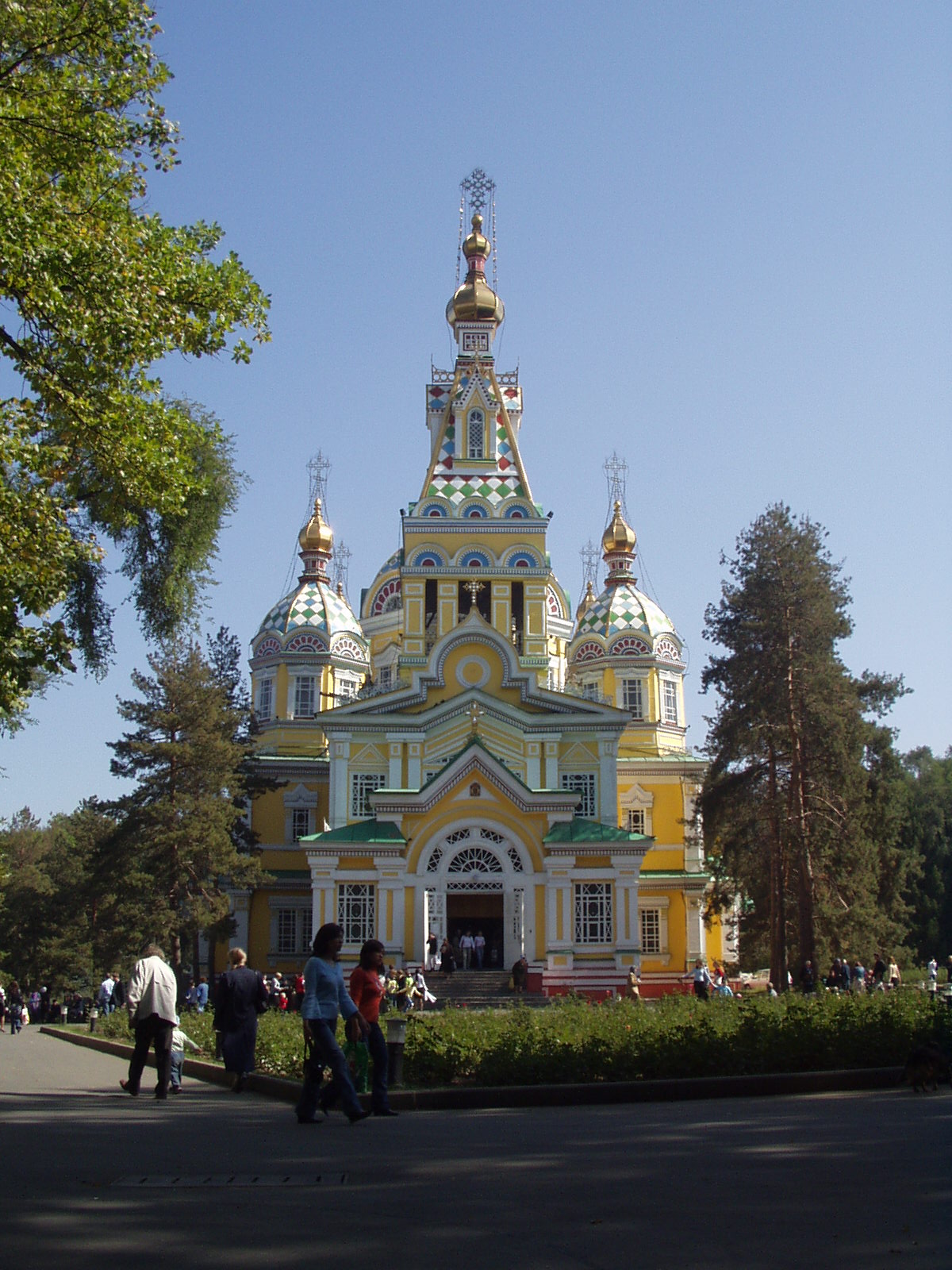
Russisch-orthodoxe Holzkirche aus dem 19. Jahrhundert in Almaty

Die ersten russischen Händler und Soldaten tauchten im frühen 16. Jahrhundert am nordwestlichen Rand des heutigen Kasachstan auf, als Kosaken die Festungen errichteten, aus denen später die Städte Oral (Ural'sk, ca. 1520) und Atyrau (Gurjew) entstanden. In den 1710er und 1720er Jahren gründeten sibirische Kosaken Oskemen (Ust-Kamenogorsk), Semei (Semipalatinsk) und Pawlodar (Fort Korjakowski) als Grenzfestungen und Handelsposten. Durch die Konflikte der lokalen Kasachenherrscher mit den Kalmücken konnte das Russische Reich seinen Einfluss in der Region immer weiter ausdehnen. Im Jahr 1730 bat Abul Khayr, einer der Khane der Kleinen Horde, die Russen um Hilfe gegen die Kalmücken, und die Russen erlangten im Gegenzug für ihre Hilfe die dauerhafte Kontrolle über die Kleine Horde. Die Russen eroberten die Mittlere Horde bis 1798, aber die Große Horde konnte bis in die 1820er Jahre unabhängig bleiben, bis das expandierende Kokand-Khanat im Süden die Khane der Großen Horde zwang, sich unter den russischen Schutz zu stellen, was ihnen als das kleinere Übel erschien. 1824 gründeten sibirische Kosaken aus Omsk eine Festung am oberen Fluss Ischim namens Akmolinsk, die heute als Astana bekannt ist und die Hauptstadt von Kasachstan ist. Im selben Jahr gründeten sie die Festung von Kokschetau. In den nächsten Jahrzehnten wurden weitere Städte wie Almaty oder Kysylorda gegründet.
Ab 1867 gehörten der Großteil der kasachischen Gebiete zum Oblast Semiretschenskaja (Siebenstromland) und dem Generalgouvernement Turkestan, während der Nordwesten Kasachstans damals Teil des Gouvernements Orenburg war. In den 1890er Jahren wanderten viele russische Siedler, die keine Kosaken waren, in das fruchtbare Land im Norden und Osten Kasachstans ein. Im Jahr 1906 wurde die Trans-Aral-Eisenbahn zwischen Orenburg und Taschkent fertiggestellt, was die russische und ukrainische Migration nach Zentralasien weiter erleichterte. Zwischen 1906 und 1912 wurden im Rahmen der Reformen des russischen Innenministers Petr Stolypin mehr als eine halbe Million ukrainischer und russischer Bauernhöfe in Kasachstan gegründet. Im Jahr 1917 lebten fast eine Million Slawen in Kasachstan, etwa 30 % der Gesamtbevölkerung. Die Russen Kasachstans und andere ethnische Gruppen der Region hatten während des russischen Bürgerkriegs und der Kollektivierungen in der UdSSR schwer zu leiden und Hungersnöte und Repressionen dezimierten die kasachischen Nomaden, denen unter Stalin das Vieh genommen wurde. In den Jahren 1918–1931 kam es in Gebieten der südlichen Kasachischen SSR zum Basmatschi-Aufstand, der teilweise die Form eines ethnischen Konflikts zwischen russischen und ukrainischen Bauern und einheimischen muslimischen Nomaden annahm. Tausende russischer Siedler wurden von den Kasachen getötet, worauf die Rote Armee ebenso blutige Repressalien gegen die nomadische Bevölkerung ausübte. Stalin ließ auch Völker, denen er misstraute, nach Kasachstan zwangsdeportieren wie die Tschetschenen oder die Deutschen. Während der Hungersnot in Kasachstan von 1930–33 kam ein Viertel der Kasachen ums Leben.
Viele europäische Sowjetbürger und ein Teil der russischen Industrie wurden während des Zweiten Weltkriegs nach Kasachstan umgesiedelt, als die Wehrmacht kurz davor stand, alle europäischen Industriezentren der Sowjetunion zu erobern. Diese Migranten gründeten Industriestädte, die sich schnell zu großen wichtigen Zentren wie Karaganda (1934), Zhezkazgan (1938), Temirtau (1945) und Ekibastus (1948) entwickelten. Im Jahr 1955 wurde die Stadt Baikonur gebaut, um das Kosmodrom Baikonur zu unterstützen, das bis heute von Russland verwaltet wird. In den 1950er Jahren wurde unter Nikita Chruschtschow ein Programm zur Erschließung von großen Ackerflächen begonnen und zahlreiche russische Bauern gründeten Höfe in Kasachstan. Noch mehr Siedler kamen in den späten 1960er und 70er Jahren, als die Regierung Prämien an Arbeiter zahlte, die an einem Programm zur Entwicklung der Industrie in die Nähe der umfangreichen Kohle-, Gas- und Ölvorkommen in Zentralasien teilnahmen. Die Industrie Kasachstans wurde von den Russen dominiert und die meisten Facharbeiter kamen aus Russland. Im Jahr 1989 betrug die Zahl der ethnischen Russen in Kasachstan knapp 6 Millionen, was fast 40 % der Gesamtbevölkerung entsprach.

### Seit dem Ende der Sowjetunion
Im Dezember 1986 ernannte der sowjetische Generalsekretär Michail Gorbatschow den Russen Gennadi Kolbin, der keine Verbindungen zur Kasachischen SSR hatte, zum ersten Sekretär des Zentralkomitees der Kommunistischen Partei der Kasachischen SSR und brach damit mit der Tradition der ethnischen kasachischen Dominanz in der lokalen Verwaltung. Seien Einsetzung führte zu den Scheltoksan-Unruhen und im Jahr 1989 wurde Kolbin durch Nursultan Nasarbajew ersetzt, der nach der Auflösung der Sowjetunion Präsident des unabhängigen Kasachstan wurde. Nach der Unabhängigkeit verfolgte die kasachische Regierung eine Politik der Kasachisierung, die den ethnisch kasachischen Charakter des Landes bekräftigen und die kasachische Sprache und Kultur fördern sollte. Ein Aspekt dieser Politik war die Entscheidung der Regierung, Kasachstan in der ersten Verfassung des Landes von 1993 und in der zweiten Verfassung von 1995 als Nationalstaat der ethnischen Kasachen zu definieren. Durch Gerrymandering waren Russen auch politisch im neuen Staat unterrepräsentiert. Viele Russen interpretierten dies als einen Versuch, die kasachische Vorherrschaft im Staat auf Kosten des russischen Einflusses festzulegen. Ein weiterer Faktor, der zur Entfremdung der Russen und zur Zunahme der interethnischen Spannungen im postsowjetischen Kasachstan beitrug, war die Sprachpolitik der Regierung. Nach der Unabhängigkeit führte die Regierung Kasachisch als Amtssprache des Landes ein. Russisch wurde als Sprache der interethnischen Kommunikation bestimmt, erhielt aber keinen offiziellen Status. Im Laufe der 1990er Jahre schrieb die Regierung den Kasachischunterricht in den Schulen vor und führte für alle Stellen im öffentlichen Sektor die Anforderung ein, die kasachische Sprache zu beherrschen. Viele Russen lehnten diese Maßnahmen ab und sprachen sich für eine Zweisprachigkeit aus, die jedoch verweigert wurde.
Die wahrgenommene Diskriminierung und die fehlenden wirtschaftlichen Perspektiven waren die Hauptursache für die massive Auswanderung von Russen aus Kasachstan in den 1990er Jahren. Den Höhepunkt erreichte diese 1994 als 344.112 Russen das Land verließen. In Gebieten in Nordkasachstan, welche von den Russen verlassen wurden, siedelte die Regierung gezielt ethnische Kasachen aus dem Ausland an. In diesen weiterhin mehrheitlich russischen Regionen an der Grenze zu Russland möchte die Regierung ein „ethnisches Gleichgewicht“ schaffen, auch da die Regierung mögliche Gebietsforderungen von Seiten Russlands fürchtete. Die Abwanderung der Russen hat sich aber seit 2000 deutlich verlangsamt und 2022 entschlossen sich nur noch knapp 15.000 ethnische Russen zur Remigration. Nach dem russischen Einmarsch in der Ukraine flohen viele junge Russen, die der russischen Mobilmachung im Jahr 2022 entgehen wollten, nach Kasachstan, da die Grenze relativ offen ist und es kaum Reisebeschränkungen gibt. Bis zu 300.000 Russen flohen so nach Kasachstan. Die kasachische Regierung verschärfte deshalb die Aufenthaltsbestimmungen für Russen.

## Demografie

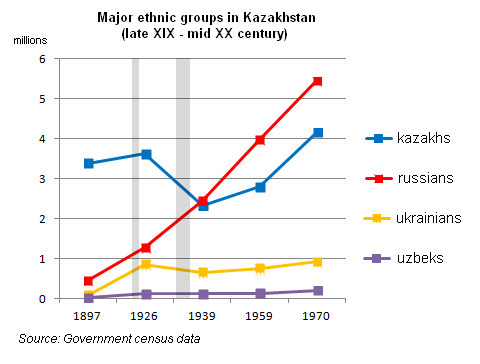
Entwicklung der Volksgruppen in Kasachstan (1897–1970)

Fertilität pro Frau in Kasachstan (2021)

Anzahl und Anteil der Russen in Kasachstan ist seit dem Ende der Sowjetunion deutlich rückläufig. Dies liegt neben der Emigration auch an einer deutlich niedrigeren Geburtenrate der Russen. Dadurch ist das Durchschnittsalter der Russen im Land deutlich höher als das der Kasachen.
Die Anzahl und der Anteil der Russen in Kasachstan hat sich wie folgt entwickelt:
| Jahr | Anzahl Russen | Anteil der Russen |
| ---- | ------------- | ----------------- |
| 1897 | 454.402       | 11,1 %            |
| 1922 | 1.275.055     | 20,6 %            |
| 1939 | 2.458.687     | 40,0 %            |
| 1959 | 3.974.229     | 42,7 %            |
| 1969 | 5.449.826     | 42,4 %            |
| 1979 | 5.991.205     | 40,8 %            |
| 1989 | 6.227.549     | 37,8 %            |
| 1999 | 4.479.620     | 30,3 %            |
| 2009 | 3.793.764     | 23,7 %            |
| 2021 | 2.981.946     | 15,5 %            |

### Verteilung der Russen im Land
Den höchsten Anteil haben Russen in den Regionen Nordkasachstan, Qostanai und Ostkasachstan. Der russische Bevölkerungsanteil ist jedoch in allen Regionen rückläufig.
|                | Anzahl    | Anzahl    | Anzahl    | Anzahl    |                | Anteil(in %) | Anteil(in %) | Anteil(in %) | Anteil(in %) | Anteil(in %) |
| 1979           | 1989      | 1999      | 2009      | 1979      | 1989           | 1999         | 2009         | 2021         |              |              |
| Kasachstan     | 5 991 205 | 6 062 019 | 4 479 620 | 3 793 764 | Kasachstan     | 40,78        | 37,42        | 29,95        | 23,69        | 15,5         |
| -------------- | --------- | --------- | --------- | --------- | -------------- | ------------ | ------------ | ------------ | ------------ | ------------ |
| Aqmola         | 442 506   | 459 348   | 329 454   | 264 011   | Aqmola         | 44,47        | 43,15        | 39,39        | 35,79        | 26,92        |
| Aqtöbe         | 158 298   | 173 281   | 114 416   | 103 069   | Aqtöbe         | 25,11        | 23,65        | 16,76        | 13,60        | 6,77         |
| Almaty         | 612 783   | 615 365   | 510 366   | 452 947   | Almaty         | 64,04        | 57,40        | 45,19        | 33,16        | 20,48        |
| Almaty Region  | 514 011   | 518 315   | 339 984   | 306 383   | Almaty Region  | 35,36        | 31,54        | 21,81        | 16,94        | 13,12        |
| Atyrau         | 67 957    | 63 673    | 38 013    | 33 617    | Atyrau         | 18,18        | 14,99        | 8,63         | 6,58         | 5,01         |
| Ostkasachstan  | 899 047   | 914 424   | 694 705   | 561 183   | Ostkasachstan  | 54,24        | 50,87        | 45,37        | 40,18        | 35,56        |
| Schambyl       | 282 403   | 275 424   | 179 258   | 122 612   | Schambyl       | 30,36        | 26,51        | 18,12        | 11,99        | 9,60         |
| Karaganda      | 859 363   | 817 900   | 614 416   | 529 961   | Karaganda      | 50,16        | 46,85        | 43,56        | 39,49        | 35,07        |
| Qostanai       | 483 260   | 535 100   | 430 242   | 380 599   | Qostanai       | 44,37        | 43,72        | 42,27        | 42,97        | 40,97        |
| Qysylorda      | 86 084    | 37 960    | 17 155    | 16 146    | Qysylorda      | 15,31        | 6,60         | 2,87         | 2,37         | 1,80         |
| Mangghystau    | 99 923    | 106 801   | 46 630    | 39 851    | Mangghystau    | 40,15        | 32,93        | 14,81        | 8,21         | 5,21         |
| Nordkasachstan | 463 114   | 469 636   | 361 461   | 300 849   | Nordkasachstan | 52,36        | 51,49        | 49,78        | 50,43        | 44,48        |
| Astana         | 133 432   | 152 147   | 129 480   | 122 215   | Astana         | 67,93        | 54,09        | 40,54        | 19,93        | 12,86        |
| Pawlodar       | 370 916   | 427 658   | 337 924   | 287 970   | Pawlodar       | 45,94        | 45,38        | 41,87        | 38,78        | 34,91        |
| Türkistan      | 300 365   | 278 473   | 162 098   | 136 538   | Türkistan      | 19,14        | 15,27        | 8,19         | 5,52         | ?            |
| Westkasachstan | 217 743   | 216 514   | 174 018   | 135 813   | Westkasachstan | 37,18        | 34,39        | 28,21        | 22,60        | 18,86        |

## Bekannte russische Kasachen
Bekannte Persönlichkeiten in Kasachen russischer Ethnizität waren oder sind:
- Nikolai Kokscharow (1818–1893), Mineraloge
- Alexander Dutow (1879–1921), Militär
- Alexander Wolkow (1881–1977), Schriftsteller
- Wsewolod Iwanow (1895–1963), Schriftsteller
- Wiktor Pazajew (1933–1971), Kosmonaut
- Oleg Jankowski (1944–2009), Schauspieler und Regisseur
- Anatoli Bukrejew (1958–1997), Bergsteiger
- Wladimir Murawjow (* 1959), Sprinter
- Wladimir Smirnow (* 1964), Skilangläufer
- Juri Lontschakow (* 1965), Kosmonaut
- Witali Sawin (* 1966), Sprinter
- Sergei Lukjanenko (* 1968), Schriftsteller
- Andrei Kiwiljow (1973–2003), Radfahrer
- Alexander Winokurow (* 1973), Radfahrer
- Wassili Schirow (* 1974), Boxer
- Nikolai Antropow (* 1980), Eishockeyspieler
- Andrei Kaschetschkin (* 1980), Radfahrer
- Gennadi Golowkin (* 1982), Boxer
- Olga Rypakowa (* 1984), Weit- und Dreispringerin
- Ruslana Korschunowa (1987–2008), Fotomodell
- Ilja Iljin (1988), Gewichtheber
- Dmitri Balandin (* 1995), Schwimmer
- Alexander Bublik (* 1997), Tennisspieler
- Jelena Rybakina (* 1999), Tennisspielerin